# جان فيرجيلي
جان فيرجيلي تيناس (مواليد 26 يونيو 2006) لاعب كرة قدم إسباني يلعب في مركز الجناح الأيسر مع نادي برشلونة ب.

## وصلات خارجية
- جان فيرجيلي على موقع قاعدة بيانات كرة القدم.إي يو (الإنجليزية)